# Cheers
Cheers este un sitcom american produs de televiziunea NBC. S-a întins pe 11 sezoane, între anii 1982 și 1993, având 273 de episoade. Rolurile principale au fost jucate de Ted Danson, Shelley Long, Kirstie Alley, Nicholas Colasanto, Rhea Perlman, John Ratzenberger, Woody Harrelson, Kelsey Grammer, Bebe Neuwirth și George Wendt.